# Asaphodes assata
Asaphodes assata är en fjärilsart som beskrevs av Felder 1875. Asaphodes assata ingår i släktet Asaphodes och familjen mätare. Inga underarter finns listade i Catalogue of Life.